# Lucciana
Lucciana este un oraș din Corsica.

## Monumente
- Catedrala din Lucciana⁠(en)[traduceți]